# 高田東
高田東（たかたひがし）は、神奈川県横浜市港北区の町名。現行行政地名は高田東一丁目から高田東四丁目。住居表示実施済区域。

## 地理
港北区の北西部に位置し、東に日吉本町、南東に綱島西、川を挟んで南に新吉田東、西に高田西、北西に高田町、北東に下田町と接している。
用途地域は高田駅南側が準工業地域、高田交差点以南の県道子母口綱島線沿いが近隣商業地域に指定されており、その他は第一種低層住居専用地域、第二種低層住居専用地域、第一種中高層住居専用地域、第一種住居地域、準住居地域に指定されている。

### 河川
- 早渕川

### 面積
面積は以下の通りである。
| 丁目         | 面積（km²） |
| ------------ | ----------- |
| 高田東一丁目 | 0.131       |
| 高田東二丁目 | 0.122       |
| 高田東三丁目 | 0.178       |
| 高田東四丁目 | 0.143       |
| 計           | 0.574       |

### 地価
住宅地の地価は、2025年（令和7年）1月1日の公示地価によると、高田東三丁目15-19の地点で33万4000円/m²となっている。

## 歴史

### 沿革
- 1998年（平成10年）10月19日 - 住居表示の実施に伴い、高田町の一部を分離し、高田東一丁目、高田東二丁目、高田東三丁目、高田東四丁目を新設[8]。

### 町名の変遷
| 実施後       | 実施年月日                 | 実施前（各町名ともその一部） |
| ------------ | -------------------------- | ---------------------------- |
| 高田東一丁目 | 1998年（平成10年）10月19日 | 高田町（一部）               |
| 高田東二丁目 | 1998年（平成10年）10月19日 | 高田町（一部）               |
| 高田東三丁目 | 1998年（平成10年）10月19日 | 高田町（一部）               |
| 高田東四丁目 | 1998年（平成10年）10月19日 | 高田町（一部）               |

## 世帯数と人口
2025年（令和7年）6月30日現在（横浜市発表）の世帯数と人口は以下の通りである。
| 丁目         | 世帯数    | 人口    |
| ------------ | --------- | ------- |
| 高田東一丁目 | 1,408世帯 | 2,646人 |
| 高田東二丁目 | 675世帯   | 1,386人 |
| 高田東三丁目 | 1,246世帯 | 2,425人 |
| 高田東四丁目 | 1,224世帯 | 2,098人 |
| 計           | 4,553世帯 | 8,555人 |

### 人口の変遷
国勢調査による人口の推移。
| 年                 | 人口  |
| ------------------ | ----- |
| 2000年（平成12年） | 7,620 |
| 2005年（平成17年） | 7,624 |
| 2010年（平成22年） | 7,977 |
| 2015年（平成27年） | 8,217 |
| 2020年（令和2年）  | 8,335 |

### 世帯数の変遷
国勢調査による世帯数の推移。
| 年                 | 世帯数 |
| ------------------ | ------ |
| 2000年（平成12年） | 3,275  |
| 2005年（平成17年） | 3,385  |
| 2010年（平成22年） | 3,714  |
| 2015年（平成27年） | 3,936  |
| 2020年（令和2年）  | 4,160  |

## 学区
市立小・中学校に通う場合、学区は以下の通りとなる（2024年11月時点）。
| 丁目         | 番・番地等                                 | 小学校               | 中学校             |
| ------------ | ------------------------------------------ | -------------------- | ------------------ |
| 高田東一丁目 | 全域                                       | 横浜市立高田東小学校 | 横浜市立高田中学校 |
| 高田東二丁目 | 全域                                       | 横浜市立高田東小学校 | 横浜市立高田中学校 |
| 高田東三丁目 | 1〜10番 11番1〜5号 11番7号〜最終号 1〜47番 | 横浜市立高田東小学校 | 横浜市立高田中学校 |
| 高田東三丁目 | 11番6号                                    | 横浜市立高田小学校   | 横浜市立高田中学校 |
| 高田東四丁目 | 全域                                       | 横浜市立高田東小学校 | 横浜市立高田中学校 |

## 事業所
2021年（令和3年）現在の経済センサス調査による事業所数と従業員数は以下の通りである。
| 丁目         | 事業所数  | 従業員数 |
| ------------ | --------- | -------- |
| 高田東一丁目 | 47事業所  | 452人    |
| 高田東二丁目 | 26事業所  | 138人    |
| 高田東三丁目 | 51事業所  | 309人    |
| 高田東四丁目 | 67事業所  | 472人    |
| 計           | 191事業所 | 1,371人  |

### 事業者数の変遷
経済センサスによる事業所数の推移。
| 年                 | 事業者数 |
| ------------------ | -------- |
| 2016年（平成28年） | 195      |
| 2021年（令和3年）  | 191      |

### 従業員数の変遷
経済センサスによる従業員数の推移。
| 年                 | 従業員数 |
| ------------------ | -------- |
| 2016年（平成28年） | 1,123    |
| 2021年（令和3年）  | 1,371    |

## 交通

### 鉄道
- 横浜市交通局 横浜市営地下鉄グリーンライン
  - 高田駅

### 道路
- 神奈川県道102号荏田綱島線

## 施設
- 横浜市立高田東小学校
- 横浜高田郵便局[17]
- 港北警察署 高田交番

## その他

### 日本郵便
- 郵便番号 : 223-0065[3]（集配局：綱島郵便局[18]）

### 警察
町内の警察の管轄区域は以下の通りである。
| 丁目         | 番・番地等 | 警察署     | 交番・駐在所 |
| ------------ | ---------- | ---------- | ------------ |
| 高田東一丁目 | 全域       | 港北警察署 | 高田交番     |
| 高田東二丁目 | 全域       | 港北警察署 | 高田交番     |
| 高田東三丁目 | 全域       | 港北警察署 | 高田交番     |
| 高田東四丁目 | 全域       | 港北警察署 | 高田交番     |